# Internet Explorer 3
Microsoft Internet Explorer 3 (IE3) — веб браузер, випущений 13 серпня 1996 року корпорацією Microsoft для Microsoft Windows, та 8 січня 1997 року для Mac OS. Це почало серйозну конкуренцію проти Netscape Navigator у першій війні браузера. Це був перший випуск браузера Microsoft з основним внутрішнім компонентом розробки. Це була перша широко використовувана версія Internet Explorer, хоча вона не перевершила Netscape і не стала браузером з найбільшою часткою ринку. За час свого панування частка ринку IE зросла з приблизно 3–9 % на початку 1996 року. До 20–30 % до кінця 1997 року.  У вересні 1997 року. Її замінив Microsoft Internet Explorer 4
IE3 був першим комерційним браузером з підтримкою каскадних таблиць стилів .  Він представив підтримку елементів керування ActiveX, аплетів Java, вбудованого мультимедіа та системи платформи для вибору вмісту в Інтернеті (PICS) для метаданих вмісту . Ця версія була першою версією Internet Explorer, яка використовувала синій логотип «e», який згодом став символом браузера. Версія 3 постачалася в комплекті з Інтернет-поштою та новинами, NetMeeting та ранньою версією Адресної книги Windows, і сама була включена до складу Windows 95 Були 16-розрядна та 32-розрядна версії залежно від ОС.
Це перша версія Internet Explorer, розроблена без вихідного коду Spyglass, але все ще використовує технологію Spyglass, тому інформація про ліцензування Spyglass залишилася в документації програми. У 1996 році Microsoft заявила про свій новий браузер «Microsoft Internet Explorer 3.0 додає багато нових функцій, які чудово підходять для авторів HTML, і демонструє нашу прискорену прихильність стандартам W3C HTML».
Internet Explorer 3 більше не підтримується і недоступний для завантаження від Microsoft.

## Огляд Браузера
Internet Explorer 3.0 був випущений безкоштовно 13 серпня 1996 року в комплекті з Windows 95 OSR2, іншим випуском OEM. Таким чином, Microsoft не отримувала прямих доходів від IE і повинна була сплачувати Spyglass лише мінімальну щоквартальну плату. У 1997 році Spyglass погрожував корпоративному аудиту Microsoft, у відповідь на який компанія задовольнила 8 мільйонів доларів США  Версія 3 включала Internet Mail and News 1.0 та адресну книгу Windows. Це наблизило браузер набагато ближче до панелі, встановленої Netscape, включаючи підтримку технології плагінів Netscape (NPAPI), ActiveX, фрейми та інженерну версію Java Script.CSS. Хоча за IE1 та IE2 було сказано, що вони «зблідли» в порівнянні з Netscape, IE3 «завдає нищівного удару по Netscape».  Інтерфейс користувача помітно змінюється, з набагато більшими кнопками, з більш хитромудрими піктограмами та із світло-сірим дизайном за ним.  На відміну від пізніших версій IE, користувачі, які перейшли на IE3, все ще могли використовувати останню IE, перетворивши попередню версію в окремий каталог. Він може імпортувати вибране в IE3 з IE1 або 2.  Конкуренція між Netscape та Microsoft розпалилася, дехто сказав, що Інтернет-спільнота «поляризувалась щодо того, який веббраузер має найбільшу кількість функцій».  Інші нові функції включали мультимедійний API ActiveMovie, контроль макета HTML, панель інструментів швидких посилань VRML.
29 липня 1996 року. Microsoft оголосила, що буде розробляти власну версію IE для «Solaris та інших UNIX», яка буде доступна "до кінця 1996 року. Яка матиме "еквівалентну функціональність, як у Microsoft Internet Explorer 3.0 «, таким чином» виконуючи своє зобов'язання забезпечити повнофункціональну підтримку веббраузера на всіх основних платформах операційних систем «, а також» підтримку та просування відкритих стандартів, включаючи HTML, ActiveX та Java ".  У березні 1997 року. Після суперечки, яка «виникла між Microsoft і Брістолем щодо виконання одна одною Угоди 1996 року про IE» і, ймовірно, через переговори щодо контракту з Брістолем щодо доступу до вихідного коду Windows після невдалого вересня 1997 року. Microsoft змінила курс і вирішила безпосередньо перенести версію Windows власним шляхом за допомогою програми MainWin XDE (eXtended Development Environment) від Mainsoft, головним конкурентом Bristol Technology.  (Microsoft згодом використовуватиме MainWin для портування Windows Media Player та Outlook Express на Unix.  ) Зараз, що значно відстає від розкладу, гілка 3.0, очевидно, була скасована на користь IE 4 (що вийшло для Windows півроку раніше) який використовував новий механізм візуалізації Trident. До кінця 1997 року. Був випущений Internet Explorer 4 Beta для Solaris  призвів до Internet Explorer для версій UNIX, який проіснував до Internet Explorer 5 .
Зворотна сумісність була оброблена, дозволивши Користувачам, які перейшли на IE3, все ще використовувати останній IE, оскільки інсталяція перетворила попередню версію в окремий каталог.

## Платформа
Internet Explorer 3 працює на Windows 3.1 , Windows 95 , Windows NT 3.51 Windows NT 4.0.  Версія 3.0 була включена в ОС Windows 95 OSR2, але Windows 98 була запущена з IE4. Основні випуски ОС Microsoft після Windows 98, переведених на підтримку Internet Explorer 4 (або новішої). Internet Explorer 3 мав бета-версію, що підтримує Solaris (UNIX). Інтеграція IE4 з ОС означала, що системи, які модернізовані з Internet Explorer 3 до 4.0 або поставляються з 4.0, не можуть легко повернутися до IE3 Версія Mac OS підтримувала PPC та 68kMac, замінивши IE 2 Microsoft випустила 16- та 32-розрядні версії для Windows.

## Шифрування
Internet Explorer 3 був першою версією браузера, що підтримував SSL 3.0. Останні версії виправлень Internet Explorer 3 підтримували 40-бітове та 128-бітове шифрування за допомогою серверної криптографії (SGC).
128-бітове шифрування було доступним або включеним для цих версій:
- Microsoft Internet Explorer 3.03 для Windows NT 3.51 SP 1
- Microsoft Internet Explorer 3.02
- Microsoft Internet Explorer 3.0 для Mac OS